# 榎津
榎津（よのきづ、えのきづ）は、愛知県名古屋市中川区の大字。現行行政地名は富田町大字榎津。現在25の小字が設置されている。

## 地理

### 河川
- 新川

### 字一覧
富田町大字榎津とその前身である榎津村の小字は以下の通り。消滅した字については背景色    で示す。
| 字                           | 字                           |
| ---------------------------- | ---------------------------- |
| 戌新田（いぬしんでん）       | 上鵜垂（かみうたる）         |
| 上折（かみおり）             | 上松下道（かみまつしたみち） |
| 川田（かわた）               | 川東（かわひがし）           |
| 北新海（きたしんかい）       | 腰懸（こしかけ）             |
| 郷北（ごうきた）             | 郷中（ごうなか）             |
| 下松下道（したまつしたみち） | 下鵜垂（しもうたる）         |
| 下折（しもおれ）             | 搗米（つきごめ）             |
| 苗代（なえしろ）             | 西鵜垂（にしうたれ）         |
| 西起シ（にしおこし）         | 西新海（にししんかい）       |
| 西ナコラ（にしなこら）       | 西乗江（にしのりえ）         |
| 布部田（ぬのべた）           | 東起シ（ひがしおこし）       |
| 東新海（ひがししんかい）     | 東ナコラ（ひがしなこら）     |
| 東乗江（ひがしのりえ）       | 袋尻（ふくろじり）           |
| 宮海道（みやかいどう）       |                              |

## 歴史

### 町名の由来
江戸期の海東郡榎津村を前身とする。

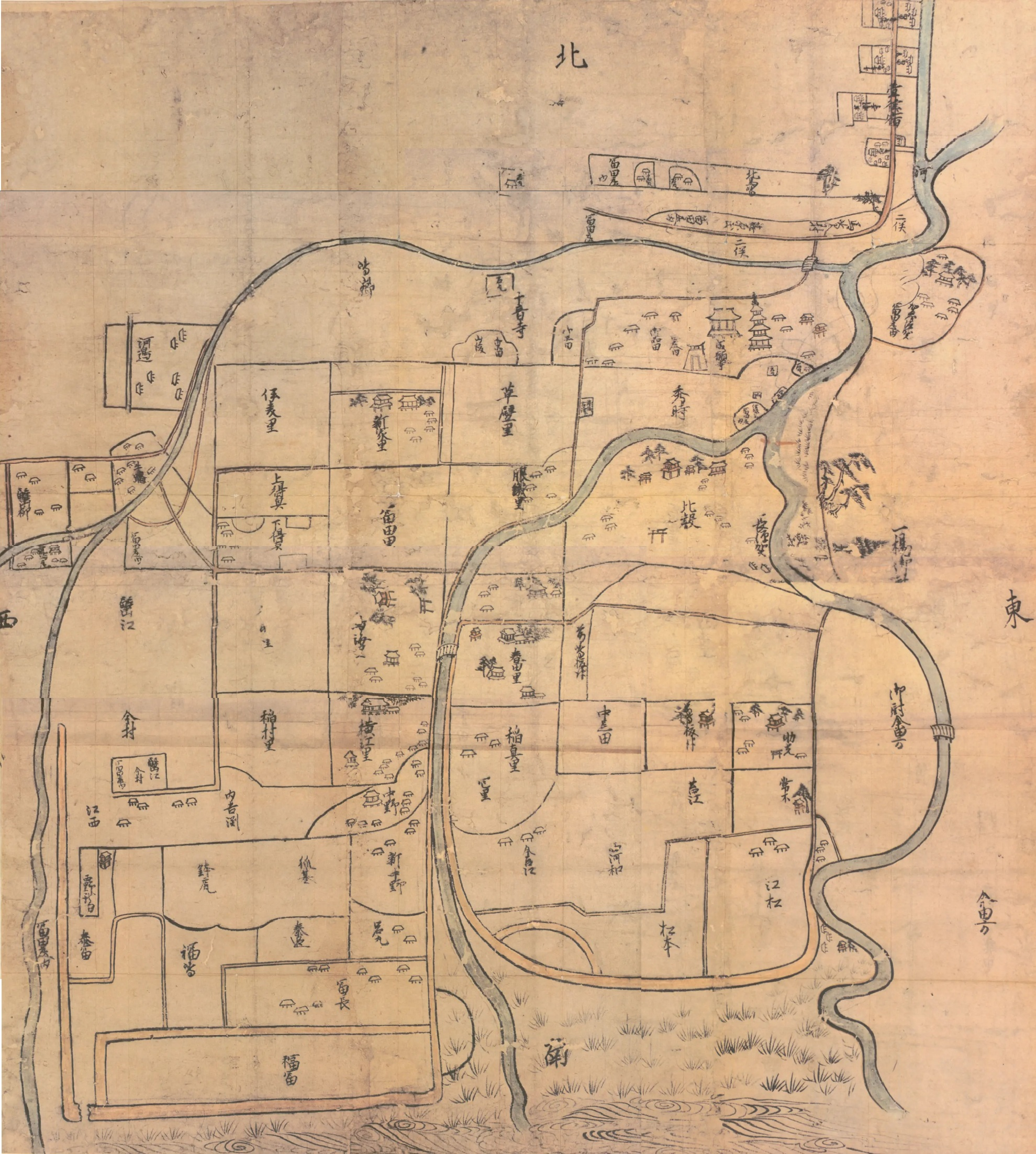
鎌倉時代成立の富田庄絵図（円覚寺文書）に「前嶋榎津」と書かれている。

かつて当地にあった「江奈津」と称する港に由来するという説がある。また、「えのきつ」を「よのきつ」と読むのは方言という。
地名は鎌倉期には既に確認でき、14世紀前半成立の尾張国海東郡富田荘の絵図に「前嶋榎津」と記載がある。絵図には「苔江」という地名も記されており、これは当地にある小字名「西乗江」「東乗江」に通じるものとみられる。

### 行政区画の変遷
- 1889年（明治22年）10月1日 - 海東郡榎津村が合併により、同郡豊治村大字榎津となる[3]。
- 1906年（明治39年）7月1日 - 合併により、海東郡富田村大字榎津となる[3]。
- 1913年（大正2年）7月1日 - 海部郡発足により、同郡富田村大字榎津となる。
- 1944年（昭和19年）2月11日 - 町制施行により、海部郡富田町大字榎津となる[3]。
- 1955年（昭和30年）10月1日 - 合併により、名古屋市中川区富田町大字榎津となる[3]。
- 1981年（昭和56年）3月7日 - 一部が中川区榎松町・榎津西町となる[3]。

その他、助光一丁目・伏屋四丁目・西伏屋三丁目・東かの里町・東春田一丁目・東春田二丁目・東春田三丁目にそれぞれ編入されている。

## 施設

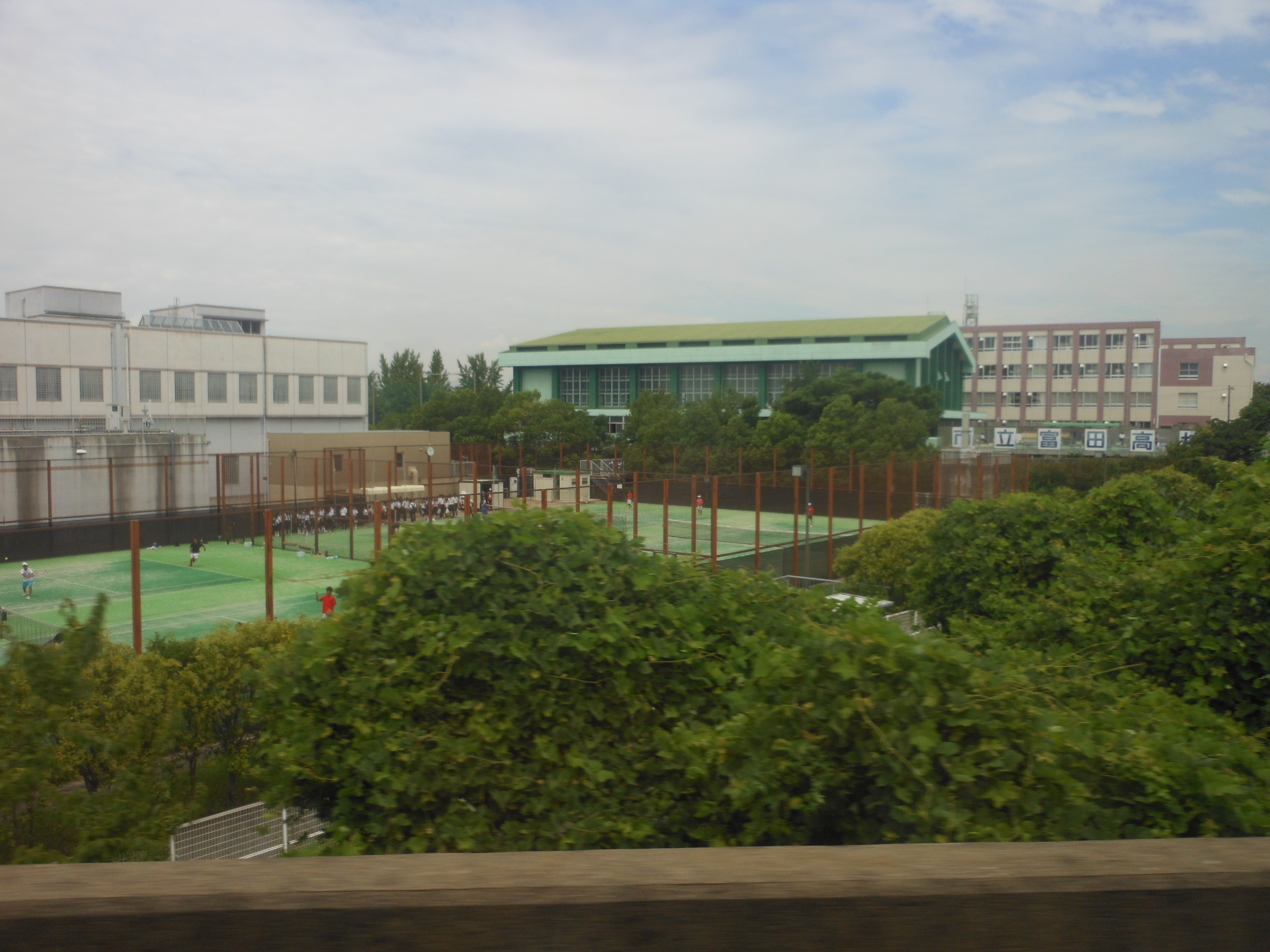
名古屋市立富田高等学校
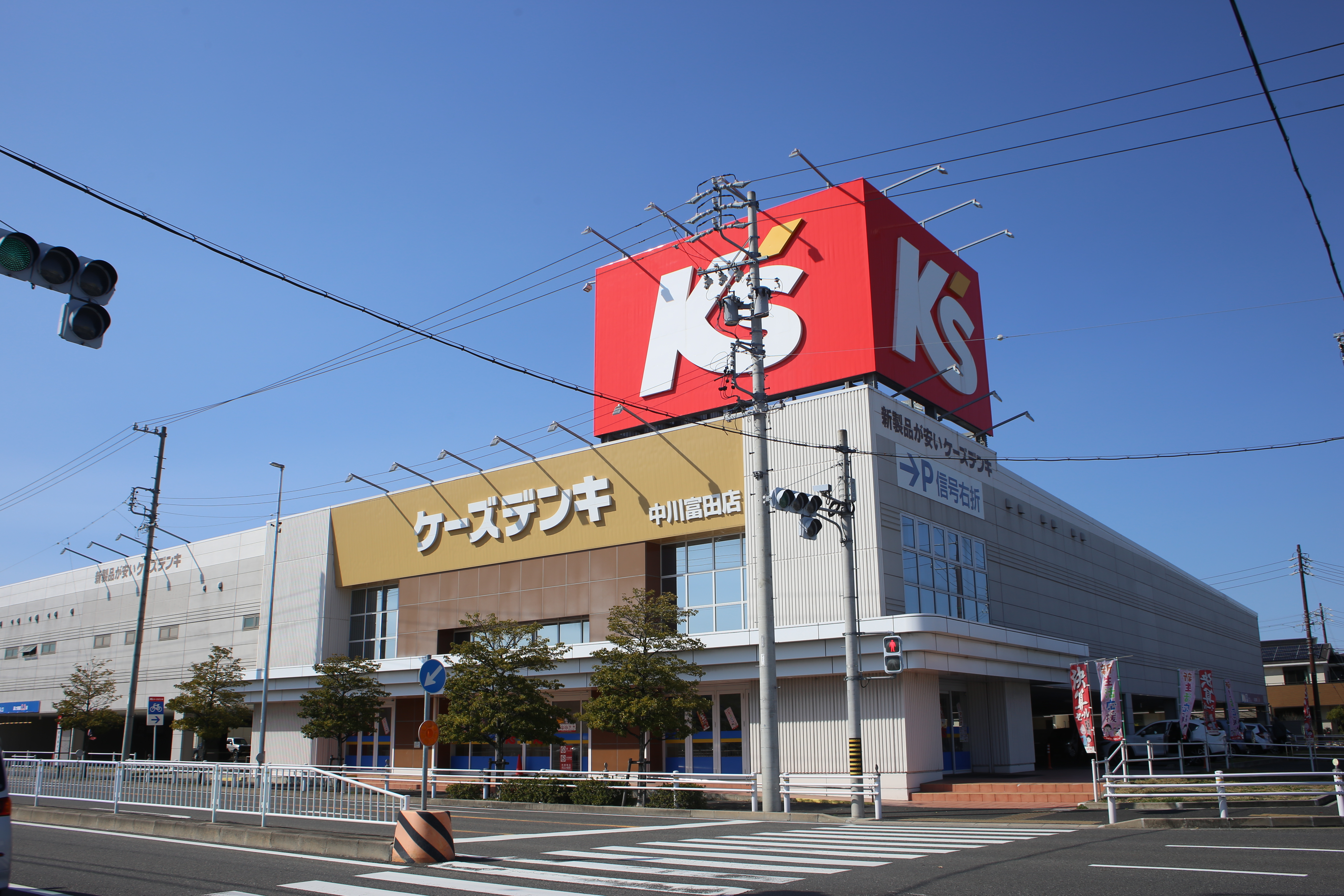
ケーズデンキ中川富田店
- DCM中川富田店
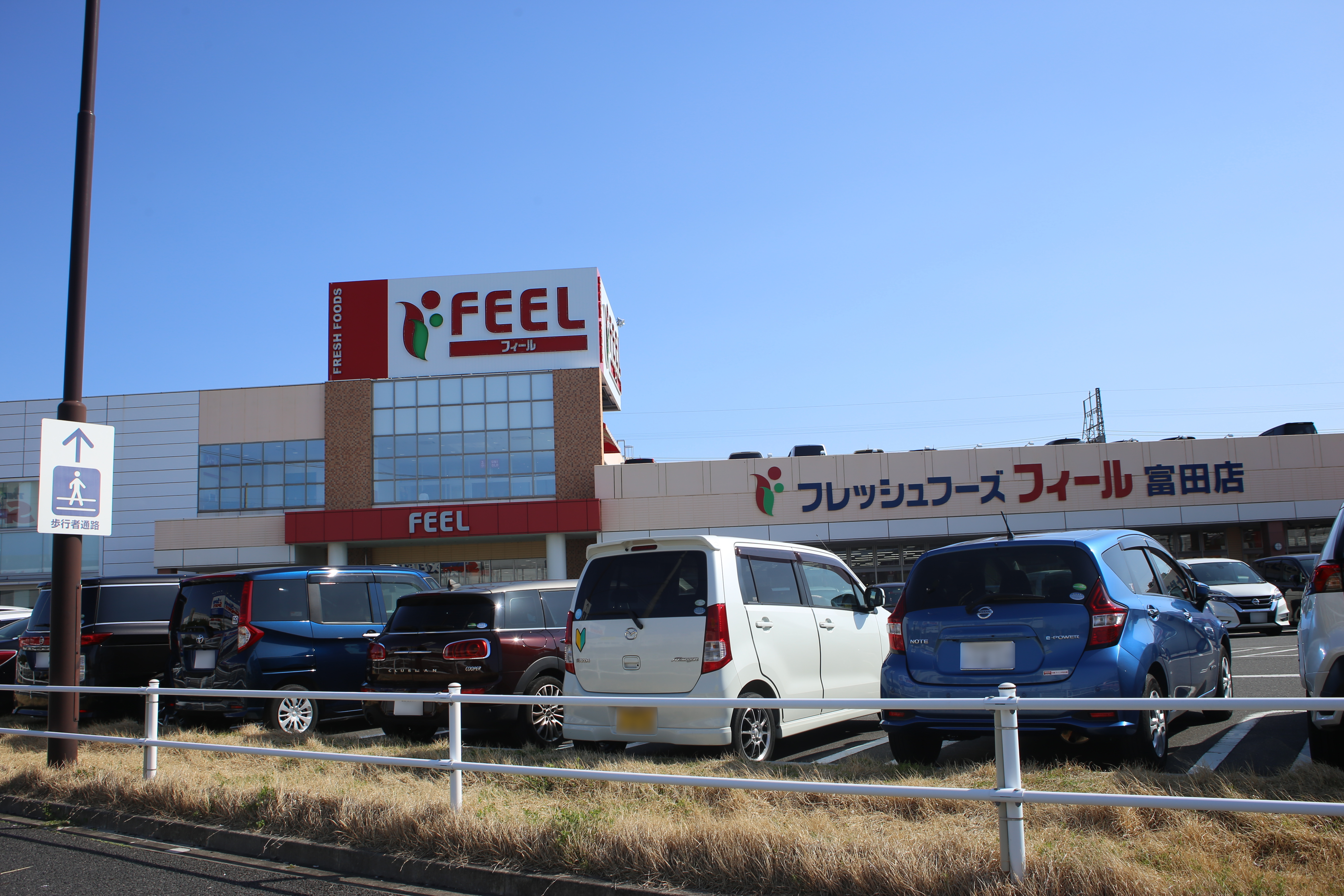
フィール富田店
- 榎津どんぐりひろば
- 富田ポンプ所
- おひさまこどもえん
- あおぞらこどもえん
- 榎津公園

字東新海に所在。2020年（令和2年）4月25日供用開始。
- 榎津処分場

字上鵜垂および字上松下道にかけて所在した名古屋市の処分場。面積は31,203平方メートル。1960年（昭和35年）9月から1965年（昭和40年）8月にかけて使用され、跡地は市立富田高校などが利用している。
- 名古屋市立富田高等学校
- ケーズデンキ中川富田店
- フィール富田店

## 交通
- 愛知県道29号弥富名古屋線
- 愛知県道59号名古屋中環状線

## その他

### 日本郵便
- 郵便番号 : 454-0953[WEB 1]（集配局：中川郵便局[WEB 7]）。

### WEB
1. 1 2  “愛知県名古屋市中川区の郵便番号”.  日本郵便. 2021年7月19日閲覧。
2. ↑  “市外局番の一覧”.   総務省. 2019年1月6日閲覧。
3. 1 2  “愛知県名古屋市中川区富田町大字榎津の住所一覧”. NAVITIME.  ナビタイムジャパン. 2022年3月12日閲覧。
4. 1 2  “名古屋市道路認定図”.   名古屋市. 2022年3月12日閲覧。「中川区富田町大字榎津」のページを参考とした。
5. 1 2   名古屋市総務局法制課長: “名古屋市公報 第51号” (PDF).   名古屋市役所 (2020年4月30日). 2020年4月30日閲覧。
6. 1 2 3  “名古屋市の処分場・埋立場”. 2021年7月22日閲覧。
7. ↑  郵便番号簿 平成29年度版 - 日本郵便. 2019年02月10日閲覧 (PDF)

### 書籍
1. 1 2 3  「角川日本地名大辞典」編纂委員会 1989, p. 1405.
2. 1 2  名古屋市計画局 1992, p. 914.
3. 1 2 3 4 5 6  名古屋市計画局 1992, p. 832.